# پیمان دریایی واشینگتن
پیمان نیروی دریایی واشینگتن (انگلیسی: Washington Naval Treaty)، پیمان پنج قدرت، پیمانی بود در سال ۱۹۲۲ در میان کشورهایی که در جنگ جهانی اول پیروز شده بودند، که توافق کردند با محدود کردن ساخت نیروی دریایی، از مسابقه تسلیحاتی جلوگیری کنند. این مذاکرات در کنفرانس نیروی دریایی واشینگتن برگزار شد، که در نوامبر ۱۹۲۱ تا فوریه ۱۹۲۲ در واشینگتن دی سی برگزار شد، و توسط دولت‌های انگلستان، ایالات متحده، فرانسه، ایتالیا و ژاپن امضا شد. این امر باعث محدودیت ساخت نبردناوها، رزم‌ناوها و ناوهای هواپیمابر توسط امضا کنندگان شد. تعداد دسته‌های دیگر کشتی‌های جنگی، از جمله رزم‌ناو، ناوشکن و زیردریایی، با این پیمان محدود نشده‌است، اما این کشتی‌ها به ۱۰ هزار تن محدود شده‌اند.